# Glomus geosporum
Glomus geosporum är en svampart som först beskrevs av T.H. Nicolson & Gerd., och fick sitt nu gällande namn av C. Walker 1982. Glomus geosporum ingår i släktet Glomus och familjen Glomeraceae.   Inga underarter finns listade i Catalogue of Life.